# ماکامباکو
ماکامباکو (به لاتین: Makambako) یک شهرک در تانزانیا است که در استان انجومبه واقع شده‌است. ماکامباکو ۵۱٬۰۴۹ نفر جمعیت دارد.